# Coupe de France de futsal 2010-2011
Navigation
2009-2010 2011-2012
La Coupe nationale futsal 2010-2011 est la dix-septième édition de la Coupe de France de futsal. Le Sporting Paris remporte la compétition pour la seconde fois consécutive en battant le Paris Métropole (2-1), second meilleur club français de la saison (finaliste en coupe et vice-champion de France).

## Format
Les clubs débutent par des tours de qualifications locaux. Ceux-ci donnent accès à une phase interrégionale disputée en février 2011 sous forme de tournoi toutes rondes à quatre équipes.
Vient ensuite la phase qualificative nationale par groupe de quatre équipes, pour une seule place en demi-finale.

## Qualifications

### Finales régionales
En fonction du nombre d'équipes engagées, les Ligues régionales de football peuvent faire accéder un nombre proportionnel de club à la phase nationale, après avoir organisé des tours de qualifications.
Alsace (3)
- MJC Pfastatt
- FC Sierentz
- Sporting Strasbourg

Aquitaine
Franche-Comté (3)
1. AS Clénay (18 pts)
2. AS Crissey (14 pts)
3. ASUJL (12 pts)
4. Saint-Florentin (9 pts)
5. Varennes (5 pts)
6. Chagny (aucun pt)

Midi-Pyrénées
Nord-Pas de Calais (4)
- Beuvrages Futsal 6-6 (1-0 tab) Béthune Futsal
- Roubaix AFS 4-4 (0-1 tab) Roubaix Futsal
- Faches-Thumesnil 7-1 Lille FG Béthune
- Hem OFC 6-2 Ronchin Futsal

Normandie (1)
- Maromme ARM 6-3 Évreux FC 27

Paris Île-de-France (7)
- Epinay Sénart 8-0 Kremlin-Bicêtre
- AS Bagneux 4-3 Red Star 93
- Créteil Palais 5-7 AS Parmain
- Paris ACASA 1-4 Paris Métropole
- US Créteil 3-1 Roissy Brie
- Garges Djibson 4-1 AS courneuvienne
- Sporting Paris 8-4 Vision Nova

Rhône-Alpes

### Phase inter-régionale
Les 64 clubs qualifiés pour la phase inter-régionale sont répartis dans des groupes de quatre.

### Demi-finales
| Lieu    | Barr (Centre sportif du Piémont)             | ? |
| Équipes | MJC Pfastatt Erdre Paris Métropole Beuvrages | ? |

## Finale

### Contexte
Le Sporting Paris et le Paris Métropole terminent premiers de leur poule respective en Championnat de France, en remportant tous deux toutes leurs rencontres excepté un match nul. Ils sont qualifiés pour la phase finale les opposant au second de l'autre poule en demi-finale, une semaine après la finale de la Coupe de France.

### Feuille de match
| Finale     | Sporting Paris                    | 2 – 1   | Paris Métropole Futsal |                                                              |                                                              |
| 7 mai 2011 | Betinho 26e 26e                   |         | 7e Le Boette           | Complexe sportif A. Bergès, Seyssinet-Pariset Vidéo du match | Complexe sportif A. Bergès, Seyssinet-Pariset Vidéo du match |
| 7 mai 2011 | Betinho, Chaulet, Khireddine, ... | Équipes | Serpa, Le Boette, ...  | Complexe sportif A. Bergès, Seyssinet-Pariset Vidéo du match | Complexe sportif A. Bergès, Seyssinet-Pariset Vidéo du match |